# Ángel Mena
Ángel Israel Mena Delgado (geboren 21. Januar 1988 in Guayaquil) ist ein ecuadorianischer Fußballspieler auf der Position eines Stürmers.

## Vereine
Mena begann seine Laufbahn bei seinem Heimatverein Club Sport Emelec, bei dem er von 2007 bis 2016 unter Vertrag stand und in den Jahren 2013, 2014 und 2015 dreimal in Folge die ecuadorianische Fußballmeisterschaft gewann. Durch seine stetig zunehmende Torgefährlichkeit (im Jahr 2016 war er 16 Mal erfolgreich) weckte er die Aufmerksamkeit von finanzstärkeren Vereinen wie dem Club Deportivo Social y Cultural Cruz Azul aus der mexikanischen Hauptstadt Mexiko-Stadt, bei dem er die Jahre 2017 und 2018 verbrachte. Anfang 2019 wechselte er zum Ligakonkurrenten Club León und wurde im Dress der Esmeraldas mit 14 Treffern in der Clausura 2019 Torschützenkönig der mexikanischen Liga. 

## Nationalmannschaft
Mena wurde erstmals 2015 in die ecuadorianische Fußballnationalmannschaft berufen, für die er unter anderem in 7 Qualifikationsspielen zur WM 2018 zum Einsatz kam. Trotz eines Auftaktsieges bei den Argentiniern (2:0) blieb Ecuador die WM-Teilnahme versagt.
Auch danach spielte Mena eine Rolle im A-Kader. Neben Freundschafts- und Qualifikationsspielen trat er in der Copa América 2019 (drei Spiele, ein Tor) sowie 2021 (fünf Spiele, ein Tor) an.

## Erfolge
CS Emelec
- Ecuadorianischer Meister: 2013, 2014, 2015

## Auszeichnungen
- Torschützenkönig der mexikanischen Liga: Clausura 2019